# Reichenberg (Rajna-vidék-Pfalz)
Reichenberg település Németországban, Rajna-vidék-Pfalz tartományban. Lakosainak száma 156 fő (2023. december 31.).

## Szomszédos községek
- Auel (észak)
- Reitzenhain (kelet)
- Bornich (dél)
- Patersberg (nyugat)

## Népesség
A település népességének változása:
| Lakosok száma | 249  | 172  | 172  | 154  | 161  | 156  |
|               | 1975 | 2017 | 2019 | 2021 | 2022 | 2023 |